# 水曜ミニドラマ
『水曜ミニドラマ』（すいよう-）は、2020年4月9日から2021年3月25日まで毎週木曜日0:52 - 0:58（水曜日深夜）にテレビ東京で放送されていた連続ドラマ枠である。

## 概要
2020年4月改編で、それまで番組宣伝枠だった0:52 - 0:58の6分枠においてドラマ枠を新設することになった。
同年7月より、同じく水曜深夜枠で「水ドラ25」が新設されたことにより、テレビ東京の水曜深夜は「ドラマホリック!」→本枠→「ドラマパラビ」→「水ドラ25」と約2時間にわたり、ドラマ枠が連続する編成となった。
2021年3月をもって廃枠となった。

## 作品リスト
| # | 放送期間                      | 作品                   | 主演     | 備考      |
| - | ----------------------------- | ---------------------- | -------- | --------- |
| 1 | 2020年4月9日 - 9月17日        | きょうの猫村さん       | 松重豊   | 第1弾作品 |
| 2 | 2020年10月8日 - 2021年3月25日 | ざんねんないきもの事典 | 竹中直人 |           |

### ネット配信
- 各話地上波放送前の水曜21:00に動画配信サービスParaviで配信される。
- ネットもテレ東（TVer、GYAO!、ニコニコチャンネル）で最新回が無料で視聴可能。